# Жиров, Василий Валерьевич

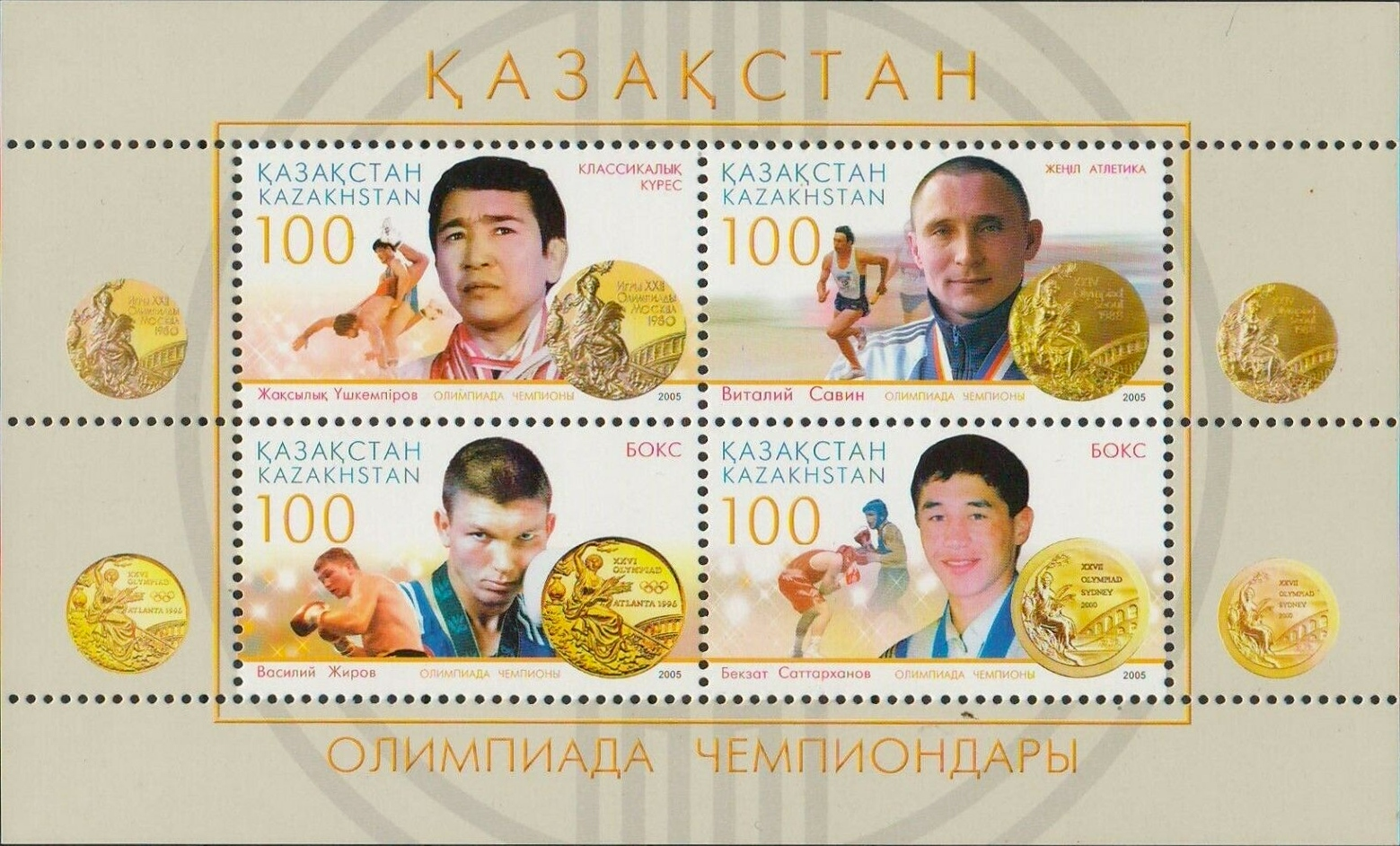
Почтовая марка Казахстана, 2005 год: Ушкемпиров, Савин, Жиров, Саттарханов

Васи́лий Вале́рьевич Жи́ров (4 апреля 1974, г. Балхаш, Жезказганская область, Казахская ССР) — казахстанский боксёр-профессионал, выступавший в первом тяжёлом весе и тяжёлой весовой категории. В любительских соревнованиях — чемпион Казахской ССР среди юниоров (1989—1991 гг.), чемпион СССР 1990 года среди юниоров, чемпион Европы среди юниоров 1992 года, четырёхкратный чемпион Казахстана (1992—1995 гг.), чемпион СНГ 1993 года, бронзовый призёр Азиатских игр 1994 года и чемпионата Азии 1994 года, чемпион Азии 1995 года, бронзовый призёр чемпионатов мира по боксу 1993 и 1995 годов, чемпион 1-х Центральноазиатских игр 1995 года, олимпийский чемпион 1996 года, обладатель Кубка Вэла Баркера Олимпиады-1996. В профессиональном боксе — чемпион мира по версии IBF (1999—2003 гг.), интернациональный чемпион по версии WBС (1998 год), континентальный чемпион Америки по версии WBС (1999 год), чемпион Североамериканской боксёрской организации по версии WBO (2003 год). Победил 6 боксёров, из них 5 нокаутом, за титул чемпиона мира в первом тяжёлом весе. Заслуженный мастер спорта Республики Казахстан, кавалер ордена Парасат (1996). Рост — 188 см. Боевой вес — 85-90 кг.

## Любительская карьера
Начал заниматься боксом в 1986 году когда ему было 12 лет, в секции при ГПТУ города Балхаш. Первый тренер — Александр Иванович Апачинский (заслуженный тренер Республики Казахстан, мастер спорта СССР).
«Я пришел в бокс после того как увидел фильм „Рокки“, я загорелся желанием быть как Рокки. Первый раз на ринге было больно, пропускал удары, были синяки. Я сказал, что пройду через это, это не так уж и больно, не так уж досадно, это может сделать жизнь лучше. Мой первый тренер Александр Иванович Апачинский хотел, чтобы я вырос не просто боксером, а вырос человеком. Скажу так, он помог мне в этом. Он был жестким человеком, но если посмотреть на жизнь, на ту энергию жизни, то ее напор тебя просто съест. Он научил меня идти до конца, несмотря ни на что». — В интервью порталу www.zakon.kz,2016 год.
С 1989 по 1991 годы он трижды подряд становился чемпионом Казахской ССР. В 1990 году стал чемпионом Всесоюзной Спартакиады учащейся молодёжи (4 боя, 4 победы, г. Москва), а также выиграл чемпионат СССР среди юношей (4 боя, 4 победы, г. Донецк), выполнил норму мастера спорта СССР по боксу.
В 1991 году выступавшему уже в юниорской возрастной категории Василию не удалось выиграть первенство Союза в Саратове (4 боя, 3 победы, общее второе место), однако Жиров был удостоен приглашения в молодёжную сборную СССР.
В 1992 году уроженец Балхаша, выступая за сборную СССР, выиграл юниорский чемпионат Европы в среднем весе (до 75 кг) в шотландском Эдинбурге. В четвертьфинале Жиров одержал досрочную победу над Томасом Хансволдом (Норвегия), завершив бой во втором раунде. В полуфинале Василий выиграл по очкам (12:6) у Рикарда Эквалля из Швеции, а в финальном поединке победил турецкого боксёра Синана Самила Сама (по очкам, 11:7).
В этом же году Василий стал серебряным призёром первенства СНГ среди юниоров (4 боя, 3 победы, г. Геленджик). Помимо международных успехов Жиров одержал серию побед на внутренней арене — выиграл Первые Молодёжные игры Казахстана (2 боя, 2 победы, г. Караганда) и взрослый чемпионат страны (3 боя, 3 победы), став членом казахстанской национальной сборной. Был признан лучшим боксером СНГ.
В 1993 году Жиров вторично выиграл чемпионат Казахстана (3 боя, 3 победы), а также чемпионат СНГ (3 боя, 3 победы, г. Бишкек), завоевав путевку на мировое первенство в Тампере (Финляндия). На чемпионате мира Василий, выступая в весовой категории до 75 кг, в первом круге завершил досрочной победой в третьем раунде бой со швейцарцем Франческо Пассананте. В четвертьфинале турнира казахстанский боксёр выиграл по очкам (15:9) у Андрея Хамулы (Украина), а затем уступил по очкам (2:9) в полуфинальном поединке Акыну Кулоглу из Турции, завоевав бронзовую медаль чемпионата. Помимо официальной награды получил приз зрительских симпатий.
В 1994 году Василий перешёл в полутяжелую весовую категорию (до 81 кг) и в третий раз в карьере выиграл национальное первенство (2 боя, 2 победы), однако на международной арене на крупных турнирах не побеждал. Начав с уверенного выигрыша по очкам (11:3) у армянского боксёра Гаика Постолокяна на Кубке мира в Бангкоке (Таиланд), Жиров уступил в четвертьфинале турнира россиянину Исламу Арсангалиеву (по очкам, 4:12). Также Василий стал обладателем бронзовой медали на чемпионате Азии в Тегеране (Иран) (3 боя, 2 победы) и добился аналогичного достижения на Азиатских играх в японской Хиросиме. В Японии казахстанский боксёр досрочно победил пакистанского полутяжа Ашгара Али, но в полуфинале проиграл по очкам южнокорейцу Ко Юнг Саму.
В 1995 году Жиров стал четырёхкратным чемпионом Казахстана, вновь выиграв национальный чемпионат (2 боя, 2 победы), победителем Центрально-Азиатских игр (3 боя, 3 победы, г. Ташкент) и первенства Азии. В четвертьфинале чемпионата континента казахстанский боксёр досрочно, во втором раунде, победил Виталия Илюшина (Туркменистан). В полуфинале Жиров оказался сильнее Аюба Пуртаги Гушчи (Иран) (по очкам, 10:1), в финале — Ли Сын Бэ (Южная Корея) (по очкам, 15:2).
Кроме того, Василий повторил своё достижение 1993 года, завоевав бронзовую медаль на чемпионате мира в Берлине (Германия). В первом круге соревнований выступавший в полутяжелой весовой категории (до 81 кг) Жиров нокаутировал во втором раунде латвийца Эрвина Хелманиса, а в четвертьфинале досрочно, в первом раунде, закончил победой бой с боксёром из Швеции Исмаэлем Коне. Однако в полуфинале казахстанец уступил по очкам (6:9) Антонио Тарверу (США).
В 1996 году Василий выиграл главный турнир в своей любительской карьере — Олимпийские игры, проходившие в Атланте (США). Выступавший в полутяжелой весовой категории (до 81 кг) Жиров последовательно победил в двух стартовых поединках турнира мексиканца Хулио Сесара Гонсалеса (досрочно во втором раунде) и итальянского боксёра Пьетро Аурино (по очкам, 18:3). В четвертьфинале Василий оказался сильнее Троя Росса из Канады (по очкам, 14:8). В первом раунде боя Жиров активно шёл вперед и попадал в корпус и голову соперника тяжелыми ударами, но при этом канадец регулярно проводил результативные контратаки (4:4). В начале второго раунда Василий нанес точный левый хук, заставив Росса потерять равновесие. В следующей атаке Жиров провёл быструю трехударную комбинацию, донеся до цели левый апперкот и левый прямой, в результате чего Россу был отсчитан нокдаун. До конца раунда казахстанец хотя и не сумел закончить бой досрочно, но отметился ещё несколькими точными попаданиями (11:5). В третьем раунде Василий отдал инициативу пытавшемуся отыграть отставание в очках канадцу и пропустил несколько размашистых ударов Росса с обеих рук. Однако Жиров смог восстановить паритет, удачно контратакуя идущего вперед оппонента, и в итоге выиграл бой со счетом 14:8.
В полуфинальном бою Василий взял реванш за поражение на чемпионате мира-1995 у Антонио Тарвера (15:9). После первой трёхминутки казахстанский боксёр уступал по очкам (2:4), но затем Жирову удалось переломить ход неудачно складывающегося для него поединка. Во втором раунде Василий увеличил темп боя, удачно использовал джеб и регулярно доставал Тарвера ударной левой рукой, пробивая прямые вразрез и апперкоты. Американец, в свою очередь, также стал действовать в остроатакующем ключе. В середине раунда Антонио, прижав соперника к канатам, провёл длинную результативную атаку. Однако лучшая физическая готовность Жирова не позволила Тарверу развить успех. В итоге Василий выиграл концовку второго трёхминутного отрезка боя и повёл в счёте (9:8), а в заключительном раунде был значительно быстрее и точнее оппонента в плотном бою в средней и ближней дистанции (15:9).
В финальной схватке Жиров выиграл у южнокорейца Ли Сын Бэ (17:4) и завоевал «золото» Игр. Кроме того, решением специальной комиссии казахстанцу был присужден Кубок Вэла Баркера как самому техничному боксёру Олимпиады. Вручил награду тогдашний президент АИБА, пакистанец Анвар Чаудри, а среди аплодирующих был сам Мохаммед Али.
В итоге на протяжении своей любительской карьеры Жиров провёл 217 боев и одержал в них 207 побед, выиграв при этом 24 международных турнира.
В декабре 1996 года Жиров уехал в США, где заключил контракт с известным промоутером Бобом Арумом и начал карьеру профессионального боксёра.

## Профессиональная карьера
На профессиональном ринге Жиров дебютировал 18 января 1997 года в возрасте 22-х лет, в первом тяжелом весе. Большинство своих боёв (40) провёл в США, по одному поединку — на Украине и в Казахстане. 5 июня 1999 года стал чемпионом мира по версии IBF, одержав победу техническим нокаутом в седьмом раунде над Артуром Уильямсом (США). В период с 18 сентября 1999 года по 1 февраля 2002 года провёл шесть успешных защит завоёванного титула.

### 1997 год
18 января Жиров в своём дебютном профессиональном бою победил техническим нокаутом во втором раунде не имевшего поражений Винсента Брауна (США). Всего за период с января по октябрь Василий провёл 10 боёв, во всех одержав победы нокаутом.
6 декабря в Атлантик Сити Жиров в одиннадцатом по счёту профессиональном поединке встретился с многоопытным американцем Артом Джиммерсоном, имевшим на тот момент на своём счету 43 выхода на профессиональный ринг.

#### 6 декабря 1997 года Василий Жиров — Арт Джиммерсон
|                  |                                                                          |                                                                          |
| Соперник         | Арт Джиммерсон                                                           | Арт Джиммерсон                                                           |
| Место проведения | "Caesar's Hotel & Casino", Атлантик Сити, Нью-Джерси, США                | "Caesar's Hotel & Casino", Атлантик Сити, Нью-Джерси, США                |
| Результат        | Победа Жирова техническим нокаутом во втором раунде десятираундового боя | Победа Жирова техническим нокаутом во втором раунде десятираундового боя |
| Статус           | Рейтинговый бой                                                          | Рейтинговый бой                                                          |
| Рефери           | Тони Орландо                                                             | Тони Орландо                                                             |
|                  | Жиров                                                                    | Джиммерсон                                                               |
| Вес              | 86,2 кг                                                                  | 89,4 кг                                                                  |

Жиров с первых минут боя имел подавляющее преимущество над соперником, атакуя его разнообразными многоударными сериями. Во втором раунде Джиммерсон немного активизировался и несколько раз удачно попадал справа, однако постоянный ударный прессинг Жирова сказался на физическом состоянии американца. В итоге в конце раунда сильно замедлившийся Арт не сумел уйти от очередной длинной атаки Василия, начавшейся с двух правых кроссов и завершившейся тремя акцентированными ударами слева, и оказался на настиле ринга. После отсчитанного Джиммерсону нокдауна Жиров продолжил работать сериями по слабо сопротивлявшемуся оппоненту. Вскоре пропустивший большое количество точных ударов американский боксёр умышленно повернулся спиной к сопернику, обозначая нежелание продолжать бой. В результате рефери остановил поединок и зафиксировал победу Василия техническим нокаутом.

### 1998 год
1998 год Жиров начал поединком с американцем Джейсоном Николсоном.

#### 23 января 1998 года Василий Жиров — Джейсон Николсон
|                  |                                                                          |                                                                          |
| Соперник         | Джейсон Николсон                                                         | Джейсон Николсон                                                         |
| Место проведения | "Grand Casino", Тьюника, Миссисипи, США                                  | "Grand Casino", Тьюника, Миссисипи, США                                  |
| Результат        | Победа Жирова техническим нокаутом во втором раунде десятираундового боя | Победа Жирова техническим нокаутом во втором раунде десятираундового боя |
| Статус           | Рейтинговый бой                                                          | Рейтинговый бой                                                          |
| Рефери           | Элмо Адольф                                                              | Элмо Адольф                                                              |
| Трансляция       | ESPN                                                                     | ESPN                                                                     |
| Промоутер        | Боб Арум, Top Rank                                                       | Боб Арум, Top Rank                                                       |
|                  | Жиров                                                                    | Николсон                                                                 |
| Вес              | 84,4 кг                                                                  | 85,3 кг                                                                  |

В первом раунде боя Жиров уверенно пресекал попытки соперника сократить дистанцию и войти в клинч и останавливал Николсона жесткими точными попаданиями в голову и корпус. Пропустив за весь поединок лишь несколько одиночных боковых, Василий, в свою очередь, постоянно демонстрировал разнообразный атакующий арсенал. Одновременно с гонгом об окончании первого раунда Жиров нанес короткий удар слева по печени Джейсона, в результате чего соперник с трудом добрался до своего угла. В середине второго раунда Василий прижал Николсона к канатам и пробил серию ударов с обеих рук, заставив оппонента опуститься на колено. После отсчитанного рефери нокдауна американец прекратил активное сопротивление и сосредоточился на защите корпусом. Однако Жиров вновь догнал Николсона у канатов и очередной серией ударов повторно отправил в нокдаун. Рефери, оценив состояние американского боксёра, прервал счёт и зафиксировал двенадцатую победу Василия на профессиональном ринге.
После боя с Николсоном Жиров выиграл нокаутом ещё два рейтинговых поединка и получил право драться за свой первый титул в профессиональном боксе. 5 мая 1998 года казахстанец в противостоянии за вакантный пояс интернационального чемпиона WBC встретился с Ричем Ламонтанье (США).

#### 05 мая 1998 года Василий Жиров — Рич Ламонтанье
|                  |                                                                                               |                                                                                               |
| Соперник         | Рич Ламонтанье                                                                                | Рич Ламонтанье                                                                                |
| Место проведения | "Grand Casino", Билокси, Миссисипи, США                                                       | "Grand Casino", Билокси, Миссисипи, США                                                       |
| Результат        | Победа Жирова по очкам единогласным решением судей в двенадцатираундовом бою                  | Победа Жирова по очкам единогласным решением судей в двенадцатираундовом бою                  |
| Статус           | Бой за вакантный титул интернационального чемпиона WBC                                        | Бой за вакантный титул интернационального чемпиона WBC                                        |
| Счёт судей       | Си Ди Дженкинс: 117:111, Жиров; Фред Штайнвиндер: 117:111, Жиров; Элмо Адольф: 116:112, Жиров | Си Ди Дженкинс: 117:111, Жиров; Фред Штайнвиндер: 117:111, Жиров; Элмо Адольф: 116:112, Жиров |
|                  | Жиров                                                                                         | Ламонтанье                                                                                    |
| Вес              | 85,7 кг                                                                                       | 86,2 кг                                                                                       |

В первом раунде боя Жиров начал действовать в атакующей манере. Василий сближался с соперником и бил сериями, чередуя атаки в корпус и голову. Однако превосходящий казахстанского боксёра в длине рук Ламонтанье периодически доставал оппонента джебом и тяжелыми правыми прямыми. Начиная со второго раунда Жиров стал больше работать на контратаках, чаще действовать передней рукой и регулярно применять активную защиту корпусом. В результате Василий уклонялся от подавляющего большинства ударов американца, сокращал дистанцию и постоянно опережал действия Ламонтанье собственными точными попаданиями. Уже в том же втором раунде три коротких левых боковых Жирова заставили Рича опуститься на настил ринга. Но рефери не счёл состояние американца достаточным для отсчёта нокдауна. В седьмом раунде Василий начал проявлять признаки усталости, все чаще не успевая уходить от атак Ламонтанье. В восьмом раунде Рич выглядел активнее оппонента, однако в девятой трёхминутке Жиров сумел провести несколько результативных комбинаций, а в концовке зажал соперника у канатов и нанёс серию акцентированных ударов по корпусу. В десятом и одиннадцатом раундах Ламонтанье регулярно доставал атаками замедлившегося Василия и был более эффективным в разменах на средней и ближней дистанции. Заключительный временной отрезок поединка прошёл в обоюдоострой борьбе. В итоге все судьи отдали победу Жирову, ставшему интернациональным чемпионом WBC.
До конца 1998 года Василий провёл ещё три победных рейтинговых боя. В одном из этих поединков, 3 октября в Лас-Вегасе, Жиров встретился с опытным американцем Джоном Кайсером.

#### 3 октября 1998 года Василий Жиров — Джон Кайсер
|                  | | |
| Соперник         | Джон Кайсер | Джон Кайсер |
| Место проведения | "Las Vegas Hilton", Лас-Вегас, Невада, США | "Las Vegas Hilton", Лас-Вегас, Невада, США |
| Результат        | Победа Жирова техническим нокаутом в восьмом раунде десятираундового боя                                                                       | Победа Жирова техническим нокаутом в восьмом раунде десятираундового боя                                                                       |
| Статус           | Рейтинговый бой | Рейтинговый бой |
| Рефери           | Ричард Стил | Ричард Стил |
| Трансляция       | HBO Sports | HBO Sports |
|                  | Жиров | Кайсер |
| Вес              | 85,7 кг | 85,7 кг |
| Примечания       | На сайте boxrec.com бой значится восьмираундовым, однако по ходу телетрансляции неоднократно проходил титр о том, что заявлено десять раундов. | На сайте boxrec.com бой значится восьмираундовым, однако по ходу телетрансляции неоднократно проходил титр о том, что заявлено десять раундов. |

В начале первого раунда Кайсеру удавалось доставать Жирова прицельными джебами и правыми боковыми. При этом Жиров заметно превосходил соперника в скорости и выбрасывал значительно большее количество точных ударов. Во второй половине раунда Василий легко уходил от размашистых хуков оппонента, а в концовке нанёс короткий правый боковой навстречу и американец оказался в нокдауне. В двух следующих трёхминутках Жиров предпочитал драться в ближней дистанции, резко снизив скорость передвижения по рингу и стараясь перебить Кайсера в жёстких разменах. Несмотря на явное превосходство Василия, ему не удавалось избежать пропущенных ударов. Начиная с четвёртого раунда казахстанец прибавил в движении, скорости и вариативности атак, защите, пресек активность соперника сериями точных попаданий. В начале восьмого раунда Жиров прервал длинную комбинацию Кайсера несколькими силовыми ударами в корпус и голову. Василий тут же бросился развивать успех, продолжил атаковать потрясённого американца, и рефери был вынужден остановить бой.

### 1999 год
1999 год Жиров начал победным рейтинговым боем в марте, а 22 апреля завоевал вакантный титул континентального чемпиона Америки по версии WBС, нокаутировав в пятом раунде Онебо Максима (Кот д'Ивуар). 5 июня 1999 года Василий, во многом благодаря своему менеджеру Ивайло Гоцеву, провёл бой за звание чемпиона мира по версии IBF в первом тяжёлом весе.
 Его соперником стал американец Артур Уильямс, впервые защищавший титул.

#### 5 июня 1999 года Василий Жиров — Артур Уильямс
|                  |                                                                              |                                                                              |
| Соперник         | Артур Уильямс                                                                | Артур Уильямс                                                                |
| Место проведения | "Grand Casino", Билокси, Миссисипи, США                                      | "Grand Casino", Билокси, Миссисипи, США                                      |
| Результат        | Победа Жирова техническим нокаутом в седьмом раунде двенадцатираундового боя | Победа Жирова техническим нокаутом в седьмом раунде двенадцатираундового боя |
| Статус           | Бой за звание чемпиона мира по версии IBF                                    | Бой за звание чемпиона мира по версии IBF                                    |
| Рефери           | Пол Сайта                                                                    | Пол Сайта                                                                    |
| Трансляция       | HBO Sports                                                                   | HBO Sports                                                                   |
|                  | Жиров                                                                        | Уильямс                                                                      |
| Вес              | 85,3 кг                                                                      | 85,3 кг                                                                      |
| Примечания       | Бой проходил в андеркарде поединка Рой Джонс — Реджи Джонсон                 | Бой проходил в андеркарде поединка Рой Джонс — Реджи Джонсон                 |

С первого раунда боя Жиров стал действовать в наступательном ключе. Василий делал акцент на комбинации ударов, поочередно атакуя голову и корпус Уильямса. Кроме того, казахстанец не давал оппоненту шанса нанести точное попадание, своевременно защищаясь уклонами. Однако на последней минуте раунда Артур остановил длинную атаку Жирова и навязал ему размен ударами на средней дистанции. В оставшееся до окончания стартовой трёхминутки время Уильямс нанёс Василию несколько точных ударов с обеих рук и выглядел предпочтительнее оппонента. В дальнейшем Жиров уверенно наращивал преимущество в очках. В третьем раунде, прижав Уильямса к канатам, он провёл два несильных удара справа и завершил атаку акцентированным левым по туловищу, так что соперник оказался в нокдауне. В седьмом раунде боя после редкого точного попадания значительно замедлившегося и снизившего уровень оборонительных действий американского боксёра Жиров нанёс сильный правый кросс. Жестами «пригласив» опустившего руки соперника атаковать, Василий продолжил собственную атаку, выбросив достигшие цели левый прямой, повторный правый кросс и левый по корпусу. Уильямс опустился на колено, но сумел встать до окончания счёта определившего нокдаун рефери. Однако американец не смог противостоять очередной серии ударов Василия. Рефери остановил бой ввиду неспособности Уильямса продолжать поединок, зафиксировав победу Жирова техническим нокаутом. В своём 21-м профессиональном бою казахстанский боксёр завоевал титул чемпиона мира в первом тяжёлом весе по версии IBF.
18 сентября 1999 года Жиров провёл первую защиту завоёванного титула, встретившись с чемпионом Североамериканской боксёрской федерации (NABF) в первом тяжёлом весе Дейлом Брауном (Канада).

#### 18 октября 1999 года Василий Жиров — Дейл Браун
|                  |                                                                       |                                                                       |
| Соперник         | Дейл Браун                                                            | Дейл Браун                                                            |
| Место проведения | Mandalay Bay Resort & Casino, Лас-Вегас, Невада, США                  | Mandalay Bay Resort & Casino, Лас-Вегас, Невада, США                  |
| Результат        | Победа Жирова нокаутом в десятом раунде двенадцатираундового боя      | Победа Жирова нокаутом в десятом раунде двенадцатираундового боя      |
| Статус           | Бой за звание чемпиона мира по версии IBF (1-я защита Жирова)         | Бой за звание чемпиона мира по версии IBF (1-я защита Жирова)         |
| Рефери           | Ричард Стил                                                           | Ричард Стил                                                           |
| Трансляция       | HBO PPV                                                               | HBO PPV                                                               |
| Промоутер        | Боб Арум, Top Rank                                                    | Боб Арум, Top Rank                                                    |
|                  | Жиров                                                                 | Браун                                                                 |
| Вес              | 85,3 кг                                                               | 85,3 кг                                                               |
| Примечания       | Бой проходил в андеркарде поединка Оскар де ла Хойя — Феликс Тринидад | Бой проходил в андеркарде поединка Оскар де ла Хойя — Феликс Тринидад |

В первых трёх раундах боя Жирову не удавалось в полном объёме использовать ударную левую руку. Браун периодически перехватывал атаки Василия короткими правыми прямыми и боковыми, не давая сопернику возможности акцентированно бить слева по корпусу. В четвёртом раунде Жиров приспособился к действиям оппонента, стал пропускать меньше ударов навстречу и провёл несколько точных комбинаций, одна из которых привела к открывшемуся у Брауна рассечению. Пятый раунд прошёл при подавляющем преимуществе Жирова. На последних секундах пятой трёхминутки Василий ушёл от атаки канадца и нанёс потерявшему ориентировку сопернику сильный удар левой по траектории сверху вниз, добавив к нему левый снизу по корпусу, левый апперкот в голову и завершающий правый хук. Рефери отсчитал упавшему Брауну нокдаун, однако Дейл поднялся и продолжил бой. В шестом и седьмом раундах Жиров действовал точнее оппонента, но его превосходство не выглядело явным. В восьмом раунде Василий замедлился, перестал разрывать дистанцию после своих комбинированных атак и ввязался в размен ударами с соперником. В итоге Браун выравнял бой, активно закончил раунд и не уступил казахстанскому боксёру в девятом трёхминутном отрезке поединка. В десятом раунде Жиров вновь был менее продуктивен в разменах, однако сумел провести точную комбинацию правый кросс-левый по туловищу. После пришедшегося в печень последнего удара Браун не смог подняться с настила ринга до окончания счёта рефери, зафиксировавшего победу Василия нокаутом.

### 2000 год
12 февраля 2000 года Жиров провёл вторую защиту титула IBF. Его соперником стал неоднократный чемпион своей страны, претендент на звание чемпиона мира по версии WBA в полутяжелом весе, экс-обладатель чемпионского пояса Североамериканской боксёрской ассоциации (NABА) в первом тяжёлом весе Сауль Монтана (Мексика).

#### 12 февраля 2000 года Василий Жиров — Сауль Монтана
|                  |                                                                              |                                                                              |
| Соперник         | Сауль Монтана                                                                | Сауль Монтана                                                                |
| Место проведения | "Bank of America Center", Бойсе, Айдахо, США                                 | "Bank of America Center", Бойсе, Айдахо, США                                 |
| Результат        | Победа Жирова техническим нокаутом в девятом раунде двенадцатираундового боя | Победа Жирова техническим нокаутом в девятом раунде двенадцатираундового боя |
| Статус           | Бой за звание чемпиона мира по версии IBF (2-я защита Жирова)                | Бой за звание чемпиона мира по версии IBF (2-я защита Жирова)                |
| Рефери           | Джерри Армстронг                                                             | Джерри Армстронг                                                             |
| Промоутер        | Боб Арум, Top Rank                                                           | Боб Арум, Top Rank                                                           |
|                  | Жиров                                                                        | Монтана                                                                      |
| Вес              | 86,0 кг                                                                      | 86,0 кг                                                                      |

В первом раунде боя соперники не отличались активностью. Во втором и третьем раундах Жиров демонстрировал хорошую защиту корпусом, уходя от атак Монтаны, и проводил результативные контратаки с использованием большого количества неакцентированных встречных джебов и точных ударов слева в корпус и голову оппонента. Однако уже в третьей трёхминутке боя мексиканский боксёр стал чаще выходить на удобную для себя дистанцию и отметился серией удачных попаданий. В четвёртом раунде Монтана развил успех, выглядел острее и результативнее в разменах ударами, но следующие два отрезка боя прошли с преимуществом Жирова, прибавившего в скорости передвижения по рингу и успешно вернувшегося к работе «вторым номером». В середине седьмого раунда мексиканец нанёс сильный левый боковой и потряс Василия, изменив характер поединка. Бой перешёл в открытый обмен ударами, в котором Монтана смотрелся предпочтительнее оппонента. Но завершивший раунд с рассечением над левым глазом Жиров в дальнейшем воспользовался своим преимуществом в физической готовности. В восьмой и девятой трёхминутках казахстанский боксёр, невзирая на попадания Монтаны, выбрасывал большое количество ударов, перебивал соперника эффективными сериями. На последних секундах девятого раунда Жиров атаковал снизившего активность мексиканца точным левым по печени, заставив опустить руки, а затем провёл два акцентированных левых хука, правый прямой и два заключительных боковых справа и слева. Ещё до завершения серии Монтана получил повреждение правого глаза и перестал отвечать на удары, а после жеста рефери об остановке боя упал на настил ринга. Таким образом, Василий одержал победу техническим нокаутом.
До конца 2000 года Жиров выиграл ещё три рейтинговых боя, после чего совместно со своим менеджером Ивайло Гоцевым принял решение выйти из промоутерской компании Боба Арума Top Rank. При этом Василий лишился тренера из Top Rank Скотта Эйрдри, приведшего казахстанца к чемпионскому титулу IBF.
В декабре 2000 года Жиров подписал контракт с Паносом Элиадесом («Паникс Дистрибьюшнс»), являющимся промоутером чемпиона мира в тяжёлом весе Леннокса Льюиса. Новым тренером Василия стал знаменитый Эммануэль Стюард.

### 2001 год
Первый бой, организованный Жирову новым промоутером, состоялся на родине Василия, в Казахстане. Подготовка к поединку прошла без участия Стюарда, так как тренер оказался связанным обязательствами с голливудской звездой Уэсли Снайпсом. Новым наставником Василия стал американский специалист Телл Торренс.
Свою очередную защиту чемпионского звания Жиров провёл с пуэрториканцем Алексом Гонсалесом.

#### 6 февраля 2001 года Василий Жиров — Алекс Гонсалес
|                  |                                                                 |                                                                 |
| Соперник         | Алекс Гонсалес                                                  | Алекс Гонсалес                                                  |
| Место проведения | Дворец спорта имени Балуана Шолака, Алматы, Казахстан           | Дворец спорта имени Балуана Шолака, Алматы, Казахстан           |
| Результат        | Победа Жирова нокаутом в первом раунде двенадцатираундового боя | Победа Жирова нокаутом в первом раунде двенадцатираундового боя |
| Статус           | Бой за звание чемпиона мира по версии IBF (3-я защита Жирова)   | Бой за звание чемпиона мира по версии IBF (3-я защита Жирова)   |
| Рефери           | Эдди Коттон                                                     | Эдди Коттон                                                     |
| Трансляция       | Евроспорт,FOX Sports                                            | Евроспорт,FOX Sports                                            |
| Промоутер        | Панос Элиадес                                                   | Панос Элиадес                                                   |
|                  | Жиров                                                           | Гонсалес                                                        |
| Вес              | 85,3 кг                                                         | 86,1 кг                                                         |

С первых секунд поединка Гонсалес выказал готовность вести остроатакующий бой, однако техническое мастерство Жирова не оставило его сопернику шансов на успех. Пуэрториканец предпринимал попытки идти вперёд, при этом фактически не выбрасывая ударов. Василий же своевременно встречал оппонента сериями точных попаданий в корпус и голову. Уже в ходе второй подобной безударной наступательной акции Гонсалес претерпел значительный ущерб от размашистых результативных атак Жирова и вошёл в клинч. Василий, разорвав дистанцию, пробил серию из трёх коротких ударов — левого бокового, правого бокового и левого снизу — отправившую соперника на настил ринга. Подняться до окончания счёта рефери Гонсалес не сумел.
26 апреля 2003 года потерял титул чемпиона мира по версии IBF, проиграв по очкам Джеймсу Тони (США).
6 ноября 2003 года стал обладателем вакантного титула чемпиона Североамериканской боксёрской организации по версии WBO, выиграв техническим нокаутом в шестом раунде у Джозефа Кивануки (Уганда), после чего принял решение выступать в тяжёлой весовой категории.
В 2004 году проиграл бои американским тяжеловесам Джо Меси и Майклу Муреру.
В 2009 году завершил спортивную карьеру. Ныне занимается тренерской работой в Аризоне, даже тренирует звезду Голливуда Стивена Сигала.

## Личная жизнь
Родился 4 апреля 1974 года в городе Балхаш Карагандинской области Казахской ССР. Русский. 
«Я всегда хотел передать свой потенциал детям, которые еще начинают. Хотелось, чтобы дети достигли своих результатов, своих высот. Для меня деньги не самоцель. Если человек может он платит, если нет, то ничего. Я родился в большой семье. Нас было шестеро, мама воспитывала нас одна без отца. Мы старались помогать ей, чтобы жизнь была несколько лучше. Я рано начал заниматься спортом, потому что думал, что спорт один из вариантов, который мог бы помочь мне и моей семье выйти на другой уровень жизни». — В интервью порталу www.zakon.kz,2016 год.
С детства занимался такими видами спорта как: плавание, гребля на байдарках, борьба, а так же был одним из участников популярного в городе Балхаш детского хореографического ансамбля «Ветерок».
После 8 классов средней школы окончил ГПТУ города Балхаш по специальности газоэлектросварщик, в юности подрабатывал на металлургическом заводе.
Мама — Нина Григорьевна Репченко, домохозяйка, обладательница подвески «Күміс алқа» (2016).
С 1996 года проживал в штате Аризона.
14 января 1999 года в 16:30 по местному времени в Америке женился на американке по имени Ребекка Рон,по профессии врач-косметолог высокой квалификации,(отец — англичанин, мать — мексиканка), с которой познакомился в начале 1997 года. Медовый месяц пара провела в Гавайи.
28 сентября 2001 года в американском Финиксе у пары родился сын-первенец,вес ребёнка составил 3,2 кг. Мальчика назвали Джейкоб, в одном из интервью боксёр признался, что мальчик перенес первую операцию, еще не родившись. Сам боксёр присутствовал при родах.
В 2005 году у пары родился второй сын — Николас). Супруги развелись в 2009 году, но сохранили дружеские отношения.
В 2014 году вышел двухсерийный документальный фильм «Судьба Тигра. Неизвестный Жиров». Режиссер — А. Нурланова.
3 июля 2015 года в эфир телеканала KazSport вышел документальный фильм «Жиров. Любовь».
В 2016 году вышел автобиографический фильм «Балхашский тигр», режиссёр — К. Бейсекеев. В фильме Василий Жиров рассказал о своей тренерской деятельности, первых шагах в спорте и особенностях менталитета двух стран..
У Жирова два гражданства: казахстанское и американское. 2017 году в СМИ появилось информация о том, что боксер планирует получить российское гражданство..
В 2017 году в Астане публично принял ислам, что было с восторгом встречено казахстанской общественностью.